# Sockel FM2+
Sockel FM2+ bezeichnet einen Prozessorsockel des Unternehmens AMD, der für den Einsatz in Desktop-Computern konzipiert wurde. Er wurde Anfang Juni 2013 in Zusammenhang mit APU-Modellen der Kaveri-Reihe vorgestellt und ist eine Weiterentwicklung des bisherigen Sockel FM2. FM2+ unterstützt diverse Prozessormodelle nach dem Konzept AMD Fusion, also mit integrierter Northbridge und GPU. Letztere kann vom Hersteller deaktiviert worden sein. In AMDs Dokumentation wird der Sockel unter der technischen Bezeichnung FM2r2 geführt.
Im Wesentlichen stimmen die Eigenschaften mit denen des Vorgängers überein, es wurde eine leicht veränderte Pin-Belegung und damit ein neuer Sockel notwendig. FM2+ ist abwärtskompatibel zu den Prozessoren für den Sockel FM2 (Trinity- und Richland-Modelle).
Im Rahmen des Konzeptes AMD Fusion werden seit 2011 alle Northbridge-typischen Funktionen auf dem Mikrochip des Hauptprozessors integriert. Zur Realisierung von PC-typischen Peripherieschnittstellen vergleichsweise geringer Bandbreite bietet AMD den sogenannten Fusion Controller Hub (FCH) an. Vom Hersteller für FM2+-Systeme vorgesehen sind die Modelle A88X, A78, A68H oder A58. Sie wurden gegenüber ihren Vorgängern leicht überarbeitet, unter anderem im Bereich der USB-3.0-Implementierung (xHCI 1.0). Der A88X und der A78 unterscheiden sich nur geringfügig, im Wesentlichen durch 8 bzw. 6 SATA-Schnittstellen.